# Józef Wójcik (wojskowy)
Józef Robert Wójcik (ur. 27 maja 1913 w Bochni, zm. 31 lipca 2002 w Łodzi) – dowódca 3 kompanii 1 batalionu 2 Pułku Piechoty Legionów 2 Dywizji Piechoty Legionów Armii „Łódź” w czasie II wojny światowej.

## Życiorys
Za datę urodzenia Józefa Wójcika powszechnie uznaje się rok 1913. Jednakże w różnych dokumentach pojawia się także rok 1912 oraz 1911. Był synem Józefa i Elżbiety (zd. Gajdeckiej). Miał dwóch braci i dwie siostry; najstarszy brat – Stanisław był członkiem Armii Krajowej. Józef Wójcik uczęszczał do szkół w Chełmnie i Lwowie. W czasie kampanii wrześniowej brał udział w walkach Armii „Łódź”. Dostał się do niewoli 30 września 1939 w Modlinie, skąd został przewieziony do obozu jenieckiego w Woldenbergu. Według jego relacji, pozostali żołnierze z jego kompanii zostali rozstrzelani przez Niemców wbrew ustaleniom Konwencji Genewskiej. Po wojnie wrócił do ojczyzny, osiadł w Łodzi, pracował w drukarni. Założył rodzinę z żoną Wandą; mieli czworo dzieci: Andrzeja, Elżbietę, Annę i Macieja. Zmarł w Łodzi 31 lipca 2002, pochowany na cmentarzu Doły.

## Kariera wojskowa
W latach dwudziestych uczęszczał do Korpusu Kadetów w Chełmnie i Lwowie. W czasie II wojny światowej walczył w Armii Łódź jako dowódca 3 kompanii 2 Pułku Piechoty Legionów. Brał udział w działaniach wojennych w rejonie Koluszek, w Piotrkowie Trybunalskim, Borowych Górach, Pabianicach, Rozprzy, Brzezinach, Puszczy Kampinoskiej, Zakroczymiu, Modlinie oraz Skierniewicach. 28 września 1939 został ranny i 30 września 1939 dostał się w ręce niemieckiej armii. Odtąd, aż do zakończenia II wojny światowej przebywał m.in. w niemieckim Oflagu II C w Woldenbergu. 12 października 1978 został awansowany na stopień podpułkownika.

## Odznaczenia
- Krzyż Kawalerski Orderu Odrodzenia Polski
- Krzyż Walecznych
- Brązowy Medal „Za zasługi dla obronności kraju”